# Estudio 1
Estudio 1 va ser un programa dramàtic produït per Televisió Espanyola, que va començar a emetre's el 6 d'octubre de 1965 fins a 1984 i que consistia en la representació televisada d'una obra de teatre.

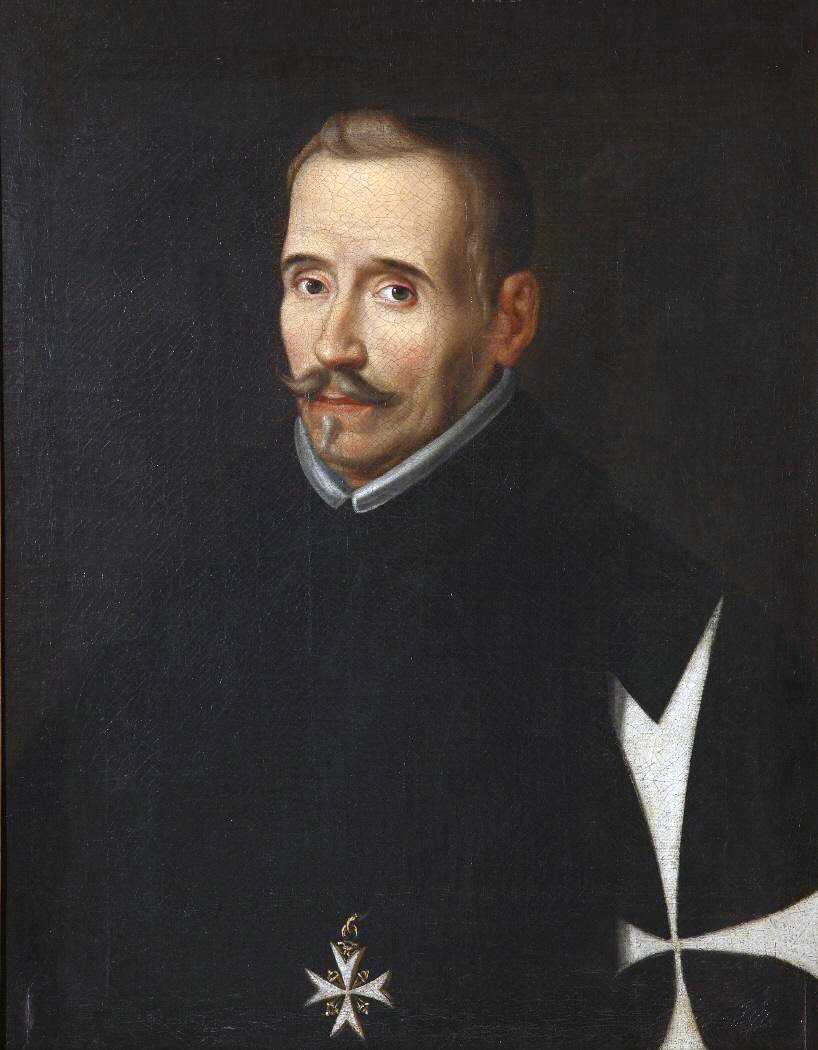
Lope de Vega

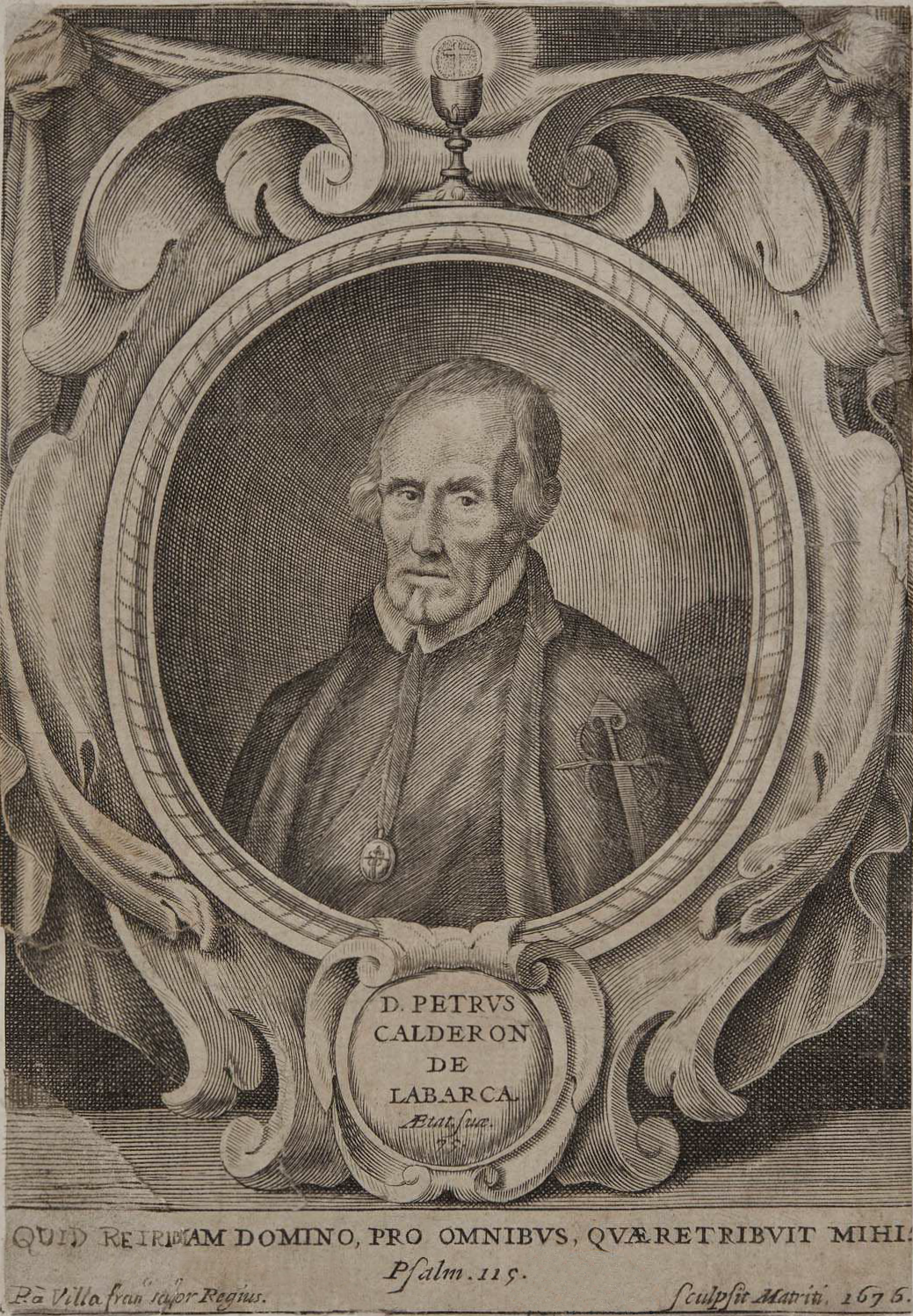
Calderón de la Barca

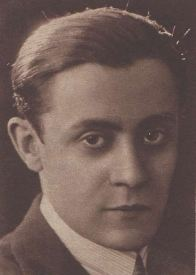
Enrique Jardiel Poncela

## Història
El programa neix en plena època daurada dels espais dramàtics en Televisió Espanyola, fenomen no exclusiu d'Espanya sinó compartit per altres televisions públiques europees. Coetani d' Estudio 1 i sota la mateixa premissa, es van emetre Au théâtre ce soir (1966-1985) en la TF1 francesa i Play of the Month (1965-1983) en la BBC britànica. En aquells anys la programació de la cadena espanyola estava gairebé copada per espais de producció pròpia, en la qual els programes teatrals ocupaven un lloc privilegiat. S'emetien entre una i dues representacions diàries (en horari de mitja tarda i nocturn, respectivament), la majoria de les vegades en rigorós directe, en sèries com Novela, Teatro de familia, Gran Teatro, Estudio 3...
Estudio 1, que pren el seu títol del lloc on es gravava, l'estudi de Prado del Rey, va venir a ocupar el buit que deixava Primera fila, el seu immediat predecessor, com l'espai dramàtic per antonomàsia de la cadena, en horari de màxima audiència. La seva primera representació va ser l'obra La rosa de los vientos, amb interpretació de Fernando Delgado, María Massip i María José Valero.
Estudio 1 es va convertir al programa dramàtic per antonomàsia i es va mantenir 20 anys en pantalla, de forma gairebé ininterrompuda. El prestigi aconseguit per aquest espai, considerat com un dels puntals de la història de la TV a Espanya, ha desdibuixat el record d'altres programes coetanis que no van tenir ni la seva longevitat ni la seva reputació. La qualitat de les obres escollides, les excel·lents interpretacions i les impecables realitzacions han convertit a Espanya l'expressió Estudio 1 en sinònim de teatre en televisió.
Després d'una interrupció de quinze anys, Estudio 1 va tornar a emetre's a partir de 25 de gener de 2000, amb Yo estuve aquí antes, de J.B. Priestley, dirigida per Gustavo Pérez Puig i interpretada per José Sancho i Ana Duato. No obstant això, els canvis en els gustos de l'audiència impedeixen una periodicitat setmanal. Des d'aquest any, el teatre a Televisió espanyola, amb entre dues i tres representacions anuals, s'emet sota el rètol, de nou, d'Estudio 1.

## Autors representats
Durant els seus anys d'emissió, s'han representat obres de, entre altres:
- Autors d'Espanya Pedro Calderón de la Barca, Tirso de Molina, Félix Lope de Vega, Benito Pérez Galdós, José Zorrilla, Miguel Mihura, Carlos Arniches, Alfonso Paso, Víctor Ruiz Iriarte, Alejandro Casona, Enrique Jardiel Poncela, germans Álvarez Quintero, Carlos Llopis, Jacinto Benavente, Antonio Buero Vallejo.

- Autores d'altres països: William Shakespeare, J.B. Priestley, Luigi Pirandello, Oscar Wilde, Anton Txekhov, Arthur Miller, Henrik Ibsen, Molière, George Bernard Shaw.

## Actors
Estudio 1 ha comptat amb un excel·lent planter d'actors i pel plató del programa han desfilat, en un moment o un altre, els millors intèrprets de l'escena espanyola.

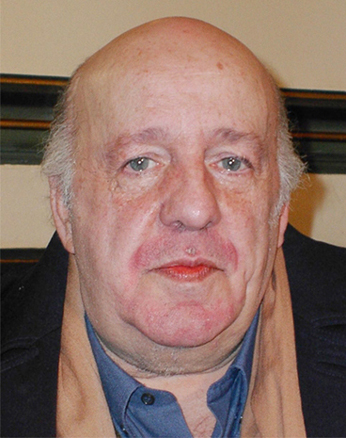
Fernando Delgado

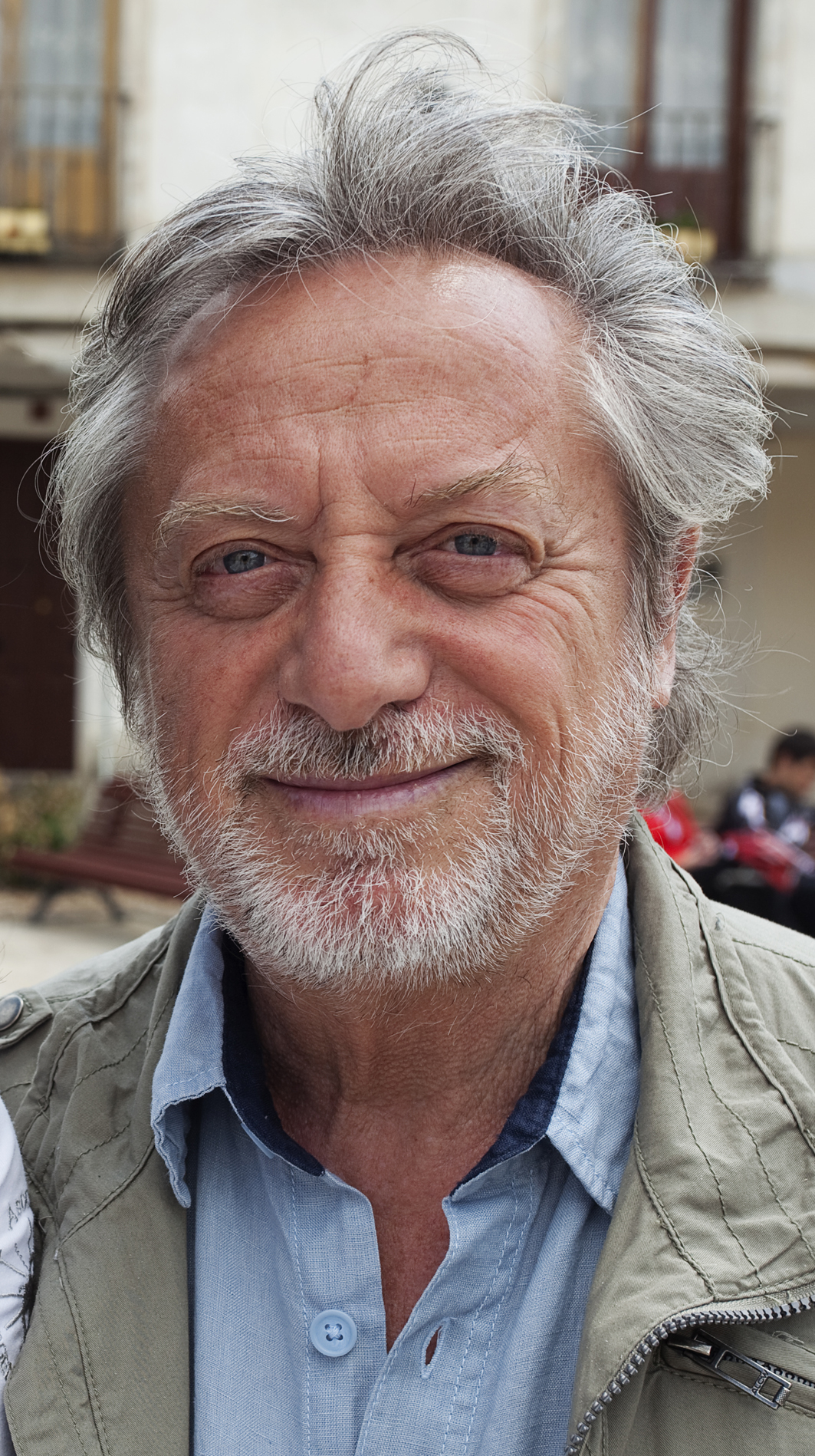
Manuel Galiana

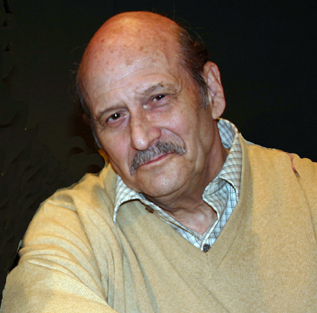
Agustín González

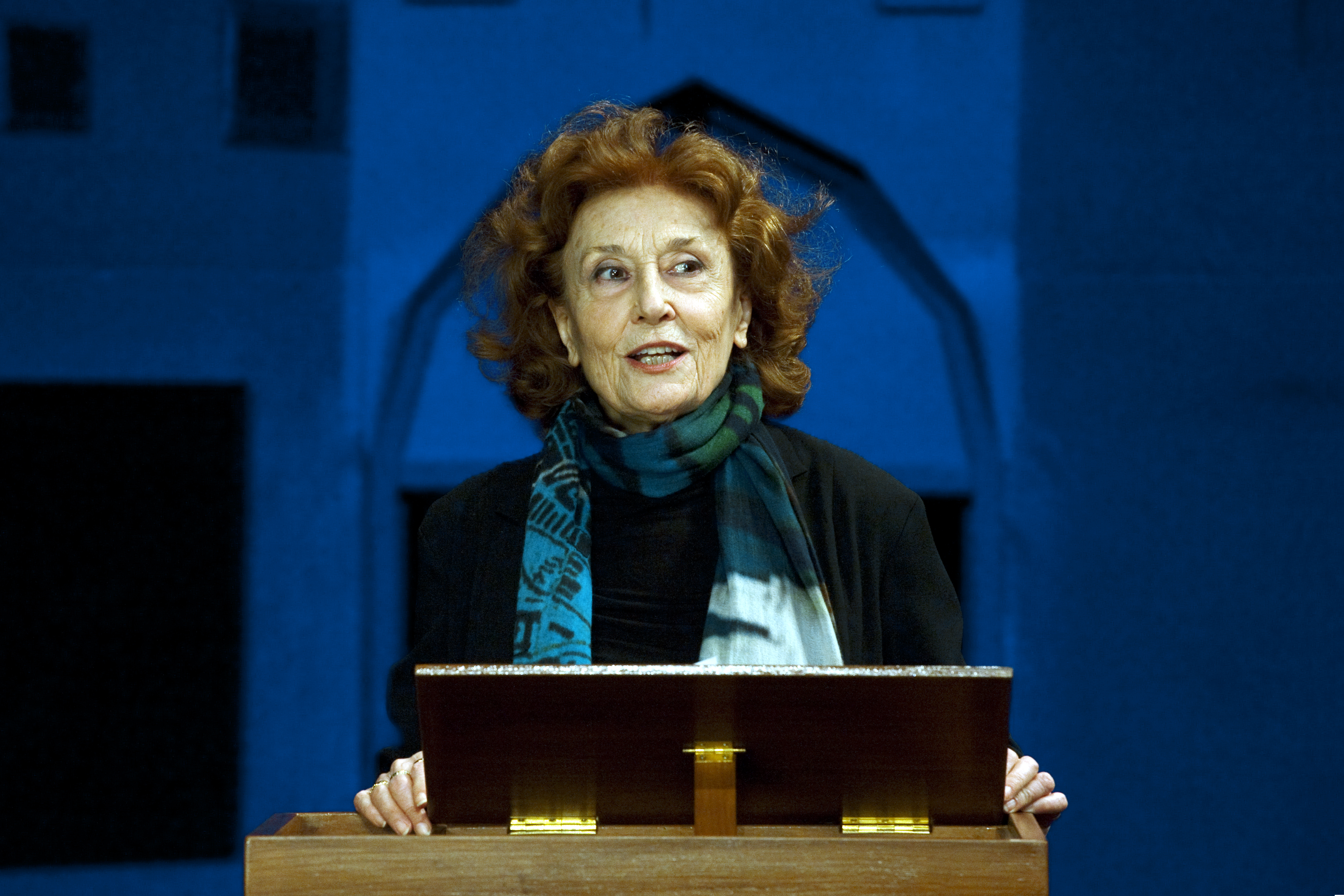
Julia Gutiérrez Caba

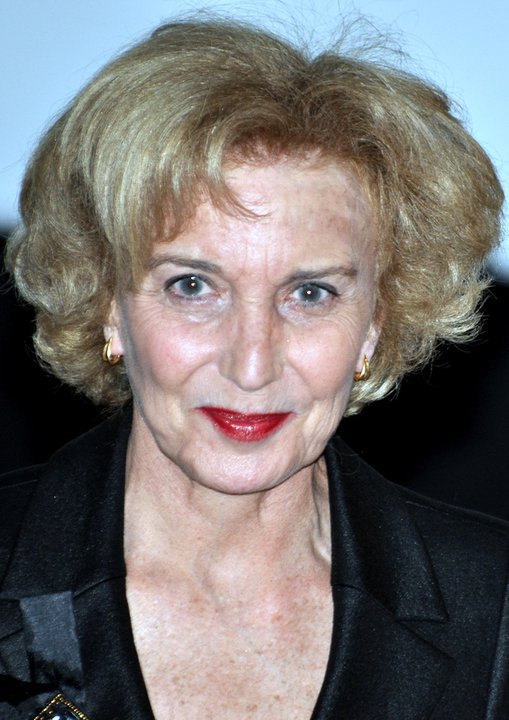
Marisa Paredes

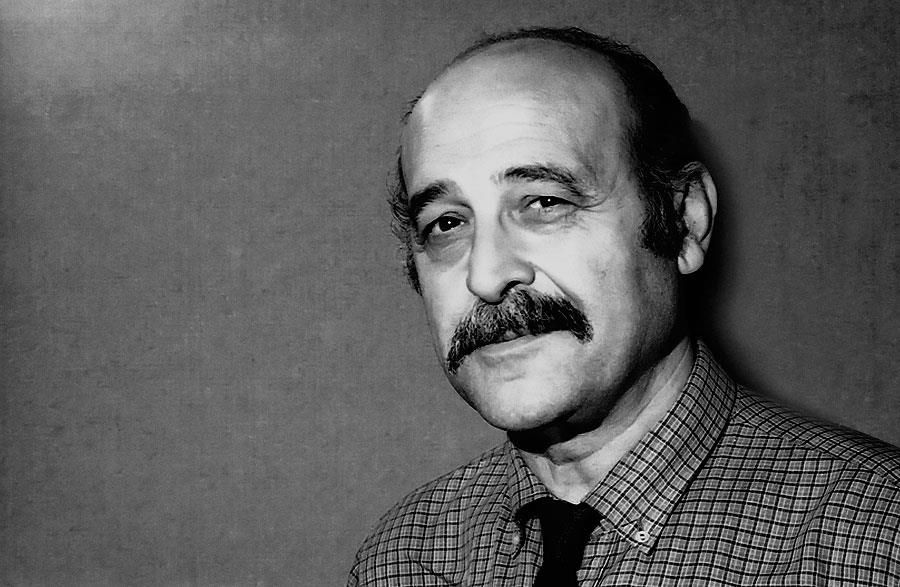
Jesús Puente

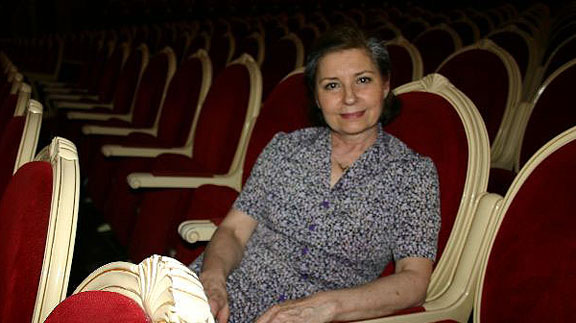
Tina Sáinz

Els més assidus van ser Ana María Vidal, Fernando Delgado, José Bódalo, Luisa Sala i Pablo Sanz.
També van intervenir en les diferents obres emeses:
- Actors: Jaime Blanch, José María Escuer, Fernando Guillén, Manuel Galiana, Jesús Puente, Tomás Blanco, Andrés Mejuto, Carlos Lemos, Luis Varela, Emilio Gutiérrez Caba, José María Prada, Víctor Valverde, Agustín González, Juan Diego, Álvaro de Luna, Enric Arredondo, Estanis González, José María Caffarel, Ismael Merlo, Paco Valladares, Alfonso del Real, Manuel Alexandre, Manuel Tejada, Luis Prendes, Sancho Gracia, Manuel Dicenta, Manuel Gallardo, Valeriano Andrés, Pedro Osinaga, Pastor Serrador, Juanito Navarro, José Manuel Cervino, Francisco Morán, Nicolás Dueñas, Narciso Ibáñez Menta, José María Rodero, Carlos Larrañaga, Luis Barbero, Eusebio Poncela, José María Pou, Rafael Alonso, Juanjo Menéndez, Antonio Ferrandis, Alfonso Gallardo, Joaquín Kremel, Javier Escrivá, José Sacristán, Francisco Rabal, Manolo Gómez Bur, Alfredo Landa, Antonio Casal, José Sancho, Francisco Merino, Arturo López, Manuel de Blas, José Bódalo, Julio Nuñez.

- Actrius: Tina Sáinz, Nélida Quiroga, María Luisa Merlo, Carmen Rossi, Nuria Carresi, Mary González, Mercedes Prendes, Lola Herrera, Blanca Sendino, Gemma Cuervo, Mayrata O'Wisiedo, Amparo Baró, Isabel María Pérez, Irene Gutiérrez Caba, Concha Cuetos, María del Puy, Nuria Torray, Tota Alba, Marisa Paredes, María José Goyanes, Elisa Ramírez, María José Alfonso, María Silva, Ana María Barbany, Aurora Redondo, Cándida Losada, Lola Lemos, Alicia Hermida, Julia Trujillo, Inma de Santis, Fiorella Faltoyano, Charo López, María Massip, Berta Riaza, Mari Carmen Prendes, María Luisa Ponte, Teresa Rabal, Marisa de Leza, Amelia de la Torre, María Asquerino, Julia Martínez, Amparo Pamplona, Concha Velasco, Maruchi Fresno, Luchy Soto, Julieta Serrano, María Isbert, Mercedes Alonso, María Kosty, María Fernanda D'Ocón, Carmen de la Maza, Marisol Ayuso, Mónica Randall, Victoria Vera, Emma Cohen, Verónica Forqué, Ana Mariscal, Silvia Tortosa, Rosa María Sardà, Ana Belén, Pilar Bardem, Emma Penella, Julia Gutiérrez Caba, Charo Soriano.

## Realitzadors
Al llarg dels anys, les obres de teatre escenificades han estat dirigides per alguns dels realitzadors televisió més importants d'Espanya, entre els quals figuren Pilar Miró, Gustavo Pérez Puig, Fernando García de la Vega, Alberto González Vergel, Pedro Amalio López, Juan Guerrero Zamora, Alfredo Castellón i Cayetano Luca de Tena.

## Obres representades
Entre les més de 400 obres representades a Estudio 1, figuren:
- Don Juan Tenorio (cinc vegades).
- La dama boba
- Tres sombreros de copa
- Hamlet
- La señorita de Trévelez
- Don Gil de las calzas verdes
- La dama duende
- El avaro
- Cuatro corazones con freno y marcha atrás
- La discreta enamorada
- Misericordia
- El abanico de Lady Windermere
- La gaviota
- Tío Vania
- Romeo y Julieta
- Ocho mujeres
- Maribel y la extraña familia
- Malvaloca
- El alcalde de Zalamea
- La muerte de un viajante
- La malquerida
- El mercader de Venecia
- La importancia de llamarse Ernesto
- El caballero de Olmedo
- El enfermo imaginario
- Eloísa está debajo de un almendro
- El sueño de una noche de verano
- El gran teatro del mundo
- Seis personajes en busca de un autor
- La vida es sueño

## Premio
En 1967 Estudio 1 va rebre el Premi Ondas al Millor programa dramàtic. A més, molts dels intèrprets han estat també guardonats durant dues dècades per una o diverses de les obres en les quals participaren:
- Antena de Oro
  - Al programa (1972)
  - Marisa Paredes (1973).
  - Pablo Sanz, María Luisa Merlo, Irene Gutiérrez Caba i Agustín González (1967).

- Fotogramas de Plata
  - Emma Penella (1981).
  - Ana Belén (1971).

- TP d'Or
  - Tina Sáinz (1981).
  - José Bódalo (1980).
  - Charo López (1975).
  - Julián Mateos (1973).